# Laurie Morgan
Laurie Morgan (ur. 17 grudnia 1930, zm. 18 stycznia 2018) – szef ministrów (premier) wyspy Guernsey. Był pierwszym szefem ministrów na wyspie, w okresie od 1 maja 2004 do 5 marca 2007. Deputowany do parlamentu Guernsey.
Po raz pierwszy w skład parlamentu wyspy Guernsey 29 czerwca 1988. W wyborach w 2004 został wybrany deputowanym z dystryktu St. Peter Port South.
Jego kadencja zgodnie z prawem miała trwać 4 lata, jednak 31 stycznia 2007 wraz z całym swoim gabinetem podał się do dymisji. Powodem rezygnacji były nieścisłości przy wyłanianiu wykonawcy budowy nowych oddziałów szpitalnych. 5 marca 2007 Laurie Morgan został zastąpiony na stanowisku szefa ministrów przez Mike'a Torede'a.
Jego żona, Wendy Morgan, również została deputowaną do parlamentu, objęła funkcję wiceministra edukacji.